# Xiphasia setifer
Xiphasia setifer és una espècie de peix de la família dels blènnids i de l'ordre dels perciformes.

## Morfologia
- Els mascles poden assolir 53 cm de longitud total.[1]

## Reproducció
És ovípar.

## Hàbitat
És un peix marí de clima tropical que viu entre 2-1190 m de fondària.

## Distribució geogràfica
Es troba des del Mar Roig fins a Sud-àfrica, Vanuatu, el sud del Japó i Austràlia.